# Fàbrica de Can Sacrest
La Fàbrica de Can Sacrest és una obra d'Olot (Garrotxa) inclosa a l'Inventari del Patrimoni Arquitectònic de Catalunya.

## Descripció
És una gran fàbrica de gènere de punt. És de planta rectangular, amb teulat a dues aigües vers les façanes principals. Una de les portes i una reixa de ferro porten la data: "SACREST 1789". Disposa de planta baixa, pels magatzems, primer pis per despatxos i segon i tercer pis per les naus de treball. La façana principal està alegrada per grans finestrals sense decoració, distribuïts de forma clàssica, remarcant el efecte d'horitzontalitat.

## Història
La família Sacrest és oriünda de la Vall d'en Bas. A principis del segle xviii es traslladà a Olot, on començaren a treballar en un petit taller de mitjons. Amb l'empenta industrial i el redreçament econòmic general, construïren aquesta fàbrica destinada a la fabricació de boines i mitjons. Els descendents de la família van construir llurs habitatges al costat de la fàbrica a finals del segle xix.